# Fristaten Congo
Fristaten Congo (fransk: État indépendant du Congo) var fra 1885-1908 en koloni i Centralafrika i personalunion med Belgien. Kolonien tilhørte kongen Leopold 2. personligt, men han blev tvunget til at overdrage kolonien til den belgiske stat, efter at en omfattende international protestbevægelse i begyndelsen af 1900-tallet fremhævede de umenneskelige metoder, som landet blev drevet efter. Fra 1908 til 1960 blev landet administreret som Belgisk Congo.

## Baggrund
En i 1876 dannet "Internationale afrikanske association" (Association Internationale Africaine) med kong Leopold 2. som præsident havde som arbejdsfelt Østafrika fra kysten til de store søer. Men efter, at Stanley den 12. august 1877 var rejst tværs over Afrika frem til Atlanten samt påvist Congoflodens løb og dets enorme bækkens rigdomme, syntes dette område mere egnet som operationsfelt, hvorfor Leopold 2. den 25. november 1878 i Bruxelles dannede "Comité dé'tudes du Haut-Congo", som påbegyndte besiddelsestagningen af Congoområdet. Stanley anlagde stationen Vivi i august 1879, og denne blev fulgt op med over 30 stationer mellem Congoflodens munding og Stanley-faldene (december 1883) samt i Kuilu-Niadi-området, og en stribe aftaler blev indgået med indfødte høvdinge, som afstod deres højhedsrettigheder over store områder. I 1882 tog komitéen navnet "Association internationale du Congo". Dets flag (blå dug med en gul stjerne) anerkendtes af USA og de europæiske stater (således af Sverige-Norge den 10. februar 1885). Repræsentanter for disse magter samledes i Berlin i 1884 til den såkaldte Congokonferensen, som regulerede den nye fristats internationale forhold foruden andre forhold vedrørende Afrika.
At det lykkedes den belgiske konge således personligt at erhverve sig et så stort område i Afrika må ses i lyset af datidens politiske stormagtsspil: Frankrig så hellere, at det gik til det lille Belgiens konge frem for til Storbritannien, det samme mente tyskerne, og briterne var imod, at franskmændene fik den store koloni. Den amerikansk-britiske opdagelsesrejsende Henry Morton Stanley var blevet hyret af Leopold, efter at Stanley var rejst gennem Afrika fra øst til vest og fundet Congoflodens kilder. Stanley kunne med sine særlige kundskaber og ekspertise propagandere for, at hele det store centralafrikanske område skulle høre under én og samme administrator, så de talrige bifloder derved på bedste måde kunne udnyttes som transportveje. Efter at Stanley havde overbevist Europas ledere under Berlinkonferencen i 1884, besluttedes det, at det Internationale Afrikaselskab (Association Internationale Africaine), hvis leder Leopold var, skulle forvalte Congo. Meningen var, at frihandelen skulle sikres, og der blev givet indtryk af, at selskabet ville sikre en filantropisk forvaltning med beskyttelse af plantevækst og dyreliv samt de indfødte. Imidlertid var Afrikaselskabet i praksis et luftkastel, der ikke afholdt møder i årevis, så Leopold kunne i selskabets navn handle, som det passede ham.

## Grænser og landskabelige forhold
Ved aftaler med Tyskland, Frankrig, Belgien, England og Portugal blev grænserne fastlagt. Congostaten grænsede i nord til den portugisiske enklave Kabinda (grænsen fastlagt den 25. maj 1891) og Fransk Congo (grænsen fulgte floden Tsjiloango til dens nordligste kilde, vandskellet mellan Niadi-Kuilu og Congo til Manjangas meridian, derefter en ikke naturlig grænselinie til Congo, ad denne flod opad samt - fra den 14. august 1894 - dens biflod Ubangi til foreningen af Mbomu og Imle, videre Mbomu til dens kilder og endelig en ret linje til vandskellet mellem Congo- og Nilbækkenet, derefter vandskellets kam til 30° østlig længde, denne længdegrad til 5° 30r nordlig bredde samt denne sidstnævnte linje til Nilen), i øst til Britisk Østafrika, Tysk Østafrika og Tanganjika-søen, i syd til Britisk Centralafrika og Portugisisk Vestafrika (grænsen fastlagt den 25. maj 1889, da Muata-Janvos rige, Lundariget, som tidligere lå mellem portugisisk Angola og Congostaten, blev delt mellem de to).
Det store område, som beregnedes have et areal af omkring 2.252.800 km2, var trods en stribe forskningsrejser af Livingstone, Stanley, Wissmann, Wolf, v. Francois og andre, i samtiden kun lidt kendte. Det var delt i tre naturligt afgrænsede områder: det omkring 2.2 mio. km2 store område omkring øvre Congo, det omkring 12.500 km2 store område omkring nedre Congo samt den mellem de to liggende 400 km brede bjergrige zone omkring faldene. Det syntes at være et i almindelighed jævnt, kun af enkelte ikke specielt høje bjergområder gennemdraget land, som næsten udelukkende tilhørte Congos flodområde (kun i øst tilhørte en del Nilens flodområde).

## Klima
Klimaet var varmt og fugtigt. I det indre var forskellen mellem regntid og tør årstid mindre udpræget; ved ækvator regnede det uregelmæssigt hele året. I de sydlige egne, især i Katangaområdet, oversteg temperaturen ikke 34 °C og faldt ikke sjældent til 5 °C.
Om jordens frugtbarhed var meningerne i samtiden meget delte. Den vidt udbredte lateritjord egnede sig kun i ringe grad til jordbrug, men det skov- og vandrige område ved nedre Congo var meget frodigt og egnet især til kaffe-, tobaks- og kakaodyrkning, mens i savanneområdet omkring øvre Congo, Stanley Falls, øvre Uelle og Aruvimi viste sig egnede til kvægavl. Alluvialjorden og det dybe humuslag i skovene i det øvrige område ansås at kunne give rigt afkast af alle slags kolonialafgrøder.
Af mineraler havde man i samtiden opdaget jern- og kobbermalm samt stenkul.

## Befolkningsforhold
Befolkningen udgjorde den vestre gren af kafferfolkene, undertiden med et fællesnavn sammenfattet under benævnelsen bundafolkene: ved Congos øvre løb uarua, længere ned de vilde man-jema, hvilke for araberne i samtiden gjorde tjeneste som slavejægere, waregga, ligesom befolkningen ved Aruvimi. bosoko med flere, kannibaler, ved Congos mellemste løb mongo (balolo), gombe, bokote (wangotä), bangala, bateke med flere, neden for Stanley Pool bakuendi, basundi, majombe og kakongo på den nordlige side samt bakongo og musorongo på den sydlige, ved San-kuru og Kassai lunda, bakuba, basonge (baluba, basjilange), basenge med flere. De var i almindelighed ikke krigeriske, dog undtaget bangala (balombo) ved Congo oven for Ubangis munding. Alle drev jordbrug, fiskeri, jagt og forarbejdede med dygtighed træ, ler, plantefibre, sten, jern, messing, kobber og elfenben til husgeråd, prydelser og våben. Mange drev med ubestridelig dygtighed varehandel.
Europæerne fandt blandt de indfødte med lethed tilstrækkeligt med arbejdskraft for deres forehavender. Congojernbanen beskæftigede 40.000 bærere. Nogen udvikling i retning af statsdannelse forekom intetsteds, hvilket væsentligt gjorde Congostatens opretholdelse lettere. Blandt kafferfolkene boede, hvad man formodede var rester af en oprindelig befolkning, de dværgagtige batua (vua-tua), ved Congos biflod Lomami og Sankurus biflod Lubi-lasj og acka.
Befolkningens størrelse var ukendt og beregnedes højst uensartet, fra 14 til 30 mio. Antallet af europæere var i januar 1896 1.325, af hvilke 839 var belgiere, 79 svenskere og nordmænd.

## Jagten på elfenben og de økonomiske problemer
Det første årtier under Leopolds styre i Congo foregik en intensiv jagt efter elfenben, hvilket anvendtes som materiale til alt fra løstænder til pianotangenter og snustobaksdåser. Trods store mængder af elfenben begyndte Leopold at få økonomiske problemer og begyndte at sælge store mængder af congoobligationer. Med tiden blev han mere trængt for at finde løsninger på de voksende økonomiske belastninger. Byggeri af en jernbane fra Boma til Leopoldville, hvilket skete med tvangsarbejdere, bidrog til problemerne. En løsning blev, at Leopold fik overtalt den belgiske stat til at give ham et enormt lån og dermed lade de belgiske skatteydere stå for omkostningerne. Til trods for den internationale konference mod slaveri hvor europæerne fordømte de osmanniske tyrkeres og arabernes slavehandel, blev afrikanerne i Kongo ofte behandlet omtrent som slaver. Leopold fik mulighed for at indføre told i Congo, hvorved frihandelen reelt forsvandt, og han kunne nu indhente store toldgevinster. Men for at de skulle fortsætte, måtte der være flere attraktive råvarer at forhandle. Ved århundredskiftet skulle efterspørgslen på en råvare, som Leopold havde store mængder af, vokse i pris i stor hast: gummi.

## Gummiproduktionen og -handelen
I 1890-erne og det første årti af 1900-tallet blev den eftertragtede råvare naturgummi i stedet for elfenben. Gummi blev efterspurgt stadig mere i Europas industrier, hvor det anvendtes som isoleringsmateriale og til cykeldæk med mere. Efter at gummi kunne dyrkes på plantager, og dyrkningen blev systematisk organiseret, skaffede dyrket gummi og gummi udvundet fra gummitræernes ranker i junglen enorme fortjenester. Leopolds held var, at der i Congo fandtes en stor mængde gummitræer. Gummi blev nu indsamlet med ubeskrivelig hårdhed og intensitet. Leopolds kolonialhær hed "Force publique" og bestod af congolesere, som var blevet hvervet med tvang eller frivilligt. De ledtes af en mindre gruppe af hvide fra hele Europa, blandt andre Sverige, men især fra Belgien. Disse ledere gjorde en storartet karriere i Afrika, hvilket almindelige mennesker ikke kunne gøre tilsvarende i datidens Europa. "Force publique" tvang de indfødte ud i skovene for at indsamle det sirupsagtige gummi fra lange ranker på gummitræerne. De blev tvunget til at opfylde en vis kvote, og de, som ikke gjorde det, blev straffet brutalt med pisk eller på anden vis. De kunne eksempelvis blive tvunget til at spise gummi.
Kolonihæren fik instruktioner om at tage familiemedlemmer, kvinder og børn som gidsler samtidig med at mændene blev tvunget ud i skoven for at samle gummi. Undertiden voldtoges kvinderne, og landsbyernes dyr konfiskeredes næsten altid, således at befolkningen ikke havde noget at spise. Hvide statstjenestemænd eller andre tjenestemænd, som arbejdede for handelsselskaberne, sad på deres verandaer ved stationerne og ventede på, at gummikvoterne skulle leveres for så siden at fragte dem ned ad Congofloden og videre til Europa. Jo mere gummi, jo mere fortjeneste. Midt inde i det centrale Afrika havde de ofte deres egne små "riger", hvor de kunne opføre sig, som det passede dem. Ud over på alle måder at højne egen profit (og dermed også Leopolds indkomst) holdt de sig ikke sjældent med eget harem.
Et af de mere makabre indslag i Leopolds jagt på gummi var, at man blev beordret til at spare på ammunition, og derfor var "Force publique" instrueret om, at for hver kugle, som blev afskudt enten mod vilde indfødte, som forsøgte at undgå at blive tvunget ud i skoven, eller mod rebeller, måtte de forevise en højrehånd, dvs. at hvis en soldat kom til basen om aftenen og havde anvendt tre patroner, skulle han også have tre afhuggede højrehænder med sig. Dette for at kuglerne ikke skulle bortsløses på dyr. Når man ramte forbi, var man tvunget til at hugge hånden af et levende menneske, ikke sjældent et barn.

## Missionsvirksomhed
Missionen arbejdede på over 100 steder. Ved nedre Congo oprettedes 1888 et katolsk, apostolisk vikariat. Af protestantiske missionsselskaber, hvilke 1896 havde omkring 230 europæiske missionærer på 56 stationer, forestod i særdeleshed de engelske (med 10 stationer) og amerikanske baptister (med 14) en livlig virksomhed; de deltog tillige kraftigt i landets udforskning, hvor deres dampskibe gjorde god tjeneste. Foruden dem arbejdede den engelske balolomission, den amerikanske biskop Taylors mission, The international missionary alliance og Svenska missionsförbundet. Det sidstnævnte, som begyndte sin virksomhed ved Congo 1881 - næst efter de engelske baptister det ældste af de i Congo virkende protestantiske missionsselskaber - havde ved nytår 1897 5 stationer (Mukimbungu, Kibunzi, Diadia, Nganda, alle i Kataraktdistriktet, og Londe i distriktet Matadi) med 19 udestationer, 22 svenske missionærer (deraf 10 kvinder) og 44 indfødte, 621 forsamlingsmedlemmer og 38 skoler med 1.190 skoleelever (deraf 48 søndagsskoleelever). Det i hvert fald ved nedre Congo gængse handels- og missionssprog fra Banana til Stanley Pool, på begge sider af floden, var (ki-)fioti, derfor tillige kaldet congosproget. Den i Svenska missionsförbundets tjeneste virkende Nils Westlind (død 1895) forfattede "Grammatikaliska anmärkningar öfver Kongospråket sådant det talas i mellersta delen af den nedre Kongodalen" (Mukimbungu, 1888) samt oversatte til samme sprog Johannes’ evangelium (Kristinehamn 1885), Bibliska berättelser (1891), hele Det Nye Testamente (samme år, nyt oplag 1898) samt udarbejdede en læsebog (Stockholm 1887). Andre svenske missionærer skrev blandt andet en ABC-bog (1893), en sangbog (1896), som blev antaget til brug af alle missionsselskaberne ved nedre Congo, og udgav fra 1892 et tidsskrift, "Minsamu miayenge" (Fredsbudbringeren), som udkom i 750 eksemplarer, modtog bidrag af de indfødte og europæere og indeholdt en religiøs afdeling, artikler om geografi, naturlære og sundhedsvæsen samt nyheder fra ind- og udland.

## Samfærdsel, handel
Skønt Congo ophørte at være sejlbar ved Stanley Pool, havde det i Belgien dannede "Compagnie du chemin de fer du Congo" igangsat anlæggelsen af en omkring 400 km lang jernbane fra Matadi neden for Jellalafaldene til Naolo ved Stanley Pool (i april 1897 var 270 km færdiganlagt). Men intet land i Afrika ejede så stor rigdom på vandveje som Congolandet, sammenlagt over 13.000 km.
Udførslen udgjorde 1896 noget over 15 mio. francs. Hovedartiklerne var elfenben, kautsjuk, palmekerner, palmeolie og kaffe. Indførslen vurderedes samme år til noget over 16 mio. francs, hvoraf 10.2 mio. francs fra Belgien. Congo-staten var en ren handelskoloni, som støttede sig på de indfødtes frie produktion, og flere europæiske handelshuse arbejdede i landet. Importtold indførtes 1892, eksporttolden var beskeden. Handel og søfart var frie, men frihandelsområdet omfattede tillige dele af Fransk Congo, de portugisiske besiddelser til Rio Loja og til vandskellet mellem Congo og Kuango samt hele Østafrika fra Sambesis munding til 5° nordlig bredde. Havnene Borna og Banana besøgtes 1895 af 571 fartøjer på 253.000 tons. Trafikken mellem Europa og Congomundingen blev forestået af flere dampskibslinier.
Kongostaten blev 1895 medlem af Verdenspostforeningen.
Det franske møntsystem med guldmøntfod blev brugt. De første mønter blev slået i 1887, og 1896 indførtes pengesedler.
Metersystemet blev anvendt ved og i nærheden af europæernes stationer, men i almindelighed hvilede vareomsætningen på bytte mod pyntevarer og nytteartikler, hvor kaurisnegle, fabriksprodukter af alle slags, kolanødder etc. anvendtes i stedet for penge.

## Forfatning og forvaltning
Congostaten oprettedes i henhold til beslutning ved Congokonferencen og stilledes den 26. februar 1885 under Leopold 2.s. suverænitet i personalunion med Belgien og erklæredes for i evighed neutral. Leopold 2., som til landets udforskning og forvaltning havde bekostet mange millioner, overdrog ved testamente af 2. august 1889 sine rettigheder efter sin død til Belgien, hvilket, ved konvention mellem de to stater af 3. juli 1890 og ved en kodicil til nævnte testamente af 21. juli samme år, som fastlagde statsområdets ret til efter en tid på ti år at annektere Congostaten med alle dertil hørende suverænitetsrettigheder.
Centralregeringen i Bruxelles lededes af en statssekretær og er opdelt i tre departementer: udenrigs-, finans- og indenrigsdepartementet (hvert under en generalsekretær), hvortil kom en generalskatmester og fra 1896 en kontroldirektør. I Bruxelles residerede også det Høje Råd med 17 medlemmer, som på én gang var konsultativ myndighed samt kassationsdomstol og appeldomstol i spørgsmål vedrørende mindst 25.000 francs.
Lokalregeringen, oprindeligt i Borna, siden i Léopoldville, bestod af en generalguvernør bistået af en stab af tjenestemænd, samt distrikts-kommissærer, én i hvert af de 14 distrikter eller provinser, hvori staten var inddelt: Bananar Borna, Matadi, Katarakt-distriktet, Stanley Pool, Kuangooriental, Lualaba-Kassai, Ækvatordistriktet Leopold IIs sø, Bangala, Ubangi, Uölle, Stanley Falls og Aruvimi. Vigtigst blandt de 115 stationer var: Banana, Borna, Matadi, Lukungu, Leopoldville, Coquilhatville, Nouvelle-Anvers, Stanley Falls, Luluabourg, Ponthierville, Albertville, Njangve og Lusambo.
Staten behøvede store tilskud til dækning af sine forvaltningsomkostninger, eftersom indkomsterne langt fra kunne dække disse, hvilket beroede på manglende plantagedyrkning. Budgettet for 1897 viste indkomster på 9.369.300 og udgifter på 10.141.871 francs. Til indkomsterne hørte bidrag på l mio. francs (årligt) fra kongen, forskud af Belgien, den 3. juli 1890 bevilget for 10 år med 2 mio. francs årligt, toldindkomster (2 mio.) samt salg af land, jordleje og skatter med mere. Af udgifterne krævede i 1896 alene militæret 4.8 mio. francs, den lokale forvaltning kostede omkring l mio., offentlige arbejder 615.000, marinen 528.000, centralforvaltningen i Europa 231.000 francs.
Hæren bestod 1896 af omkring 12.000 mand (8.000 udskrevne og 4.000 hvervede) fordelt på 16 kompagnier og ledet af belgiske officerer. Marinen bestod af 7 dampskibe på nedre og 12 på øvre Congo.

## Protesterne starter
Gevinsterne voksede stadig mere under 1900-ernes første årti, men grusomhederne fik stadig mere opmærksomhed blandt besøgende, som ikke troede deres egne øjne, og som ikke kunne holde ud at tænke på det, de så. En af de første var en sort amerikaner, George Washington Williams, som var rejst til Congo i et idealistisk formål. Hans ønsker harmonerede med de sydstatsfolk i Amerika, hvis racistiske synspunkter gik ud på, at de frigivne amerikanske slaver skulle rejse tilbage til Afrika. Washington havde også propaganderet for dette, men kunne ikke svare på spørgsmål om Afrika og Congo. Derfor rejste han dertil for at se, hvorledes der var. Han blev forfærdet over det, han så. Hans protester i diverse trykte brochurer, som spredtes i Europa og USA, blev dog effektivt neutraliseret af Leopold. Den næste protesterende mod Leopolds Kongo var også en sort amerikaner ved navn William Sheppard. Ingen af dem blev dog taget alvorligt.
Men også andre havde set, hvad der foregik, blandt andre forfatteren Joseph Conrad, og senere også den britiske konsul (egentlig irer) i Congo, Roger Casement. Men sin største kritiker fik Leopold i den britiske journalist Edmund Morel, som arbejdede i et britisk rederi i Liverpool, som havde kontrakt med congostaten. Han så, at der kom råvarer til en høj værdi til Europa, men at ingen produkter andet end soldater og geværer sendtes tilbage. Han anede, hvad der foregik. At kun slavearbejde kunne forklare de enorme gevinster. I sit tidsskrift West african mail begyndte Morel at kritisere Leopolds styre i Congo intensivt, og under årene, som fulgte, skulle proteststormen vokse som en lavine. Flere besøgende i Congo sendte information og dokumenter til Morel, som selv aldrig besøgte Congo (det gjorde Leopold for øvrigt heller ikke). Alle fra missionærer til militærfolk og ansatte i firmaer følte sig tvunget til at fortælle om den elendighed, de havde set i Congo, og Morel udviste en utrættelig målrettethed i sin kamp. En anden person, som bidrog til at henlede opmærksomheden på situationen, var den britiske baptist Alice Harris, som dokumenterede overgrebene, hun bevidnede.
I 1904 dannede Edmund Morel sammen med Roger Casement organisationen CRA, Congo Reform Association, og denne organisation voksede til en massebevægelse over hele verden. Massemøder blev afholdt i de store byer i Amerika, i Europa og endda i Australien. Billeder af børn med afhuggede hænder vakte vrede og medlidenhed. Den folkelige opinion begyndte for første gang i 1900-tallet at vise sin magt over magthaverne. Politikere, biskopper, aristokrater og forfattere som Mark Twain og Arthur Conan Doyle deltog i Morels organisation og blev nære venner af ham.

## Leopold tvinges til at afstå Kongo
Leopold gik fra at have været Europas hyldede filantrop til at blive den store skurk. I 1908 blev han endelig tvunget til, efter flere propagandaoffensiver for at kunne beholde Congo, at overdrage sin koloni til den belgiske stat. "Jeg vil give dem mit Congo, men hvad jeg har gjort, skal de ikke blande sig i", sagde han til en af sine medhjælpere. Derefter tændtes congostatens ovne, og i 8 dage i august 1908 afbrændtes størstedelen af statens papirer. Leopolds finanser var ved hans død i 1909 et stort rod. Hvad der stod klart var, at der var skabt umådelige rigdomme, og at ingen af disse skulle tilfalde hans døtre. I stedet gik meget af det til hans unge elskerinde Caroline Lacroix.

## Våben
Våbnet viste i blåt felt en sølvtværbjælke, (Congofloden), belagt med Belgiens skjold; i højre øvre hjørne ses en gylden, femtakket stjerne.
Skjoldholdere: to tilbageskuende gyldne løver.
Motto: "Travail et progrés" (Arbejde og fremskridt).

## Anerkendelser
Der fandtes 4 ordener, som var i brug til belønning af såvel europæere som indfødte: Kroneordenen, Leopold 2.s Orden, Afrikanske Stjerneorden og Løveordenen. I 1908 overgik disse ordener til det belgiske ordenssystem. Kroneordenen og Leopold 2.s Orden tildeles stadig, mens den Afrikanske Stjerneorden og Løveordenen ikke er tildelt efter Congos selvstændighed i 1960.